# Phare du cap Tres Puntas

Le phare du cap Tres Puntas (en espagnol : Faro de Cabo Tres Puntas) est un phare actif situé sur le Cap de Tres Puntas, dans le Département d'Izabal au Guatemala.

## Histoire
Le phare est situé à la pointe de la péninsule abritant la baie d'Amatique. Il marque le contournement du cap de Tres Puntas pour aller à Puerto Barrios.

## Description
Ce phare est une tour métallique pyramidale à claire-voie, avec une galerie et une balise photovoltaïque de 39 m de haut. Il émet, à une hauteur focale d'environ 40 m, un éclat blanc par période de 3 secondes. Sa portée est de 17 milles nautiques (environ 31 km).
Identifiant : ARLHS : GUL-001 - Amirauté : J5992 - NGA : 110-16424 .

### Lien connexe
- Liste des phares du Guatemala